# Melidóni (La Canée)
Melidóni, en grec moderne : Μελιδόνι, est un village du dème d'Apokóronas, dans le district régional de La Canée, de la Crète, en Grèce. Selon le recensement de 2011, la population de Melidóni compte 107 habitants.
Le village est situé à une altitude de 450 mètres.